# Virtus Pallacanestro Bologna 1941-1942

## Roster
Virtus Bologna Sportiva
- Venzo Vannini (capitano)
- Giuliano Battilani
- Loris Belloni
- Gianfranco Bersani
- Pietro Bombardi
- Marino Calza
- Giancarlo Marinelli
- Cesare Negroni
- Athos Paganelli
- Cafiero Perella
- Luigi Rapini
- Raffaello Zambonelli

## Staff Tecnico
- Accompagnatore cambista:  Guido Foschi

## Risultati
- Serie A: 3ª classificata su 12 squadre (16 vittorie, 1 vittoria per rinuncia, 1 pareggio, 4 sconfitte su 22 gare).